# Lesbian Nation (separatisme)
De Lesbian Nation (lesbisch land) is een denkbeeldige wereldwijde gemeenschap van alle lesbische vrouwen en een metafoor voor onafhankelijkheid en zelfbestuur daarvan. Het is een concept van de emancipatiebeweging lesbisch feminisme en onlosmakelijk verbonden met de belangrijkste strategie van die stroming: het lesbisch separatisme. Het begrip ontstond in de Verenigde Staten en vond een weerklank in de Angelsaksische wereld en ook wel daarbuiten. Lesbian Nation was vooral van betekenis in de jaren zeventig. Halverwege de jaren tachtig was vast komen te staan dat van één uniforme gemeenschap geen sprake kon zijn.
Lesbian Nation is gebaseerd op de gedachte dat alle lesbische vrouwen zouden samenwerken om de doelen van het feminisme te realiseren en daarmee hun eigen bevrijding vorm te geven. Bovendien zouden de politiek bewuste lesbo's het feminisme tot voorbeeld en voorhoede dienen. Behalve een gemeenschap kreeg het concept in de lesbische fictie en de ideologie van die tijd vaak trekken van een Amazonenland of van een heilstaat voor lesbische en feministische vrouwen, die ooit het patriarchaat omver zou werpen. Aan de instituties en netwerken van het 'lesbisch land' kon alvast gewerkt worden en nadat op dat terrein vorderingen waren gemaakt, werd het soms beschreven als iets dat praktisch en haalbaar was. De Lesbian Nation werd minder een metafoor en meer een fysiek toevluchtsoord buiten de 'harteloze mannenmaatschappij'. Daadwerkelijk vestigen van een eigen territorium was niet het streven en het organiseren van een staat in een staat evenmin.

## Lesbisch feminisme en separatisme
Het concept Lesbian Nation is ontstaan in de beginjaren van de (militante) homo-emancipatie, toen lesbische vrouwen de westerse samenlevingen nog veel te verwijten hadden. Ze waren aanvankelijk actief in de homobeweging, maar de meer politiek bewuste lesbo's verlieten die omdat de homo's vaak net zo seksistisch waren als andere mannen. Ze speelden veel en belangrijke rollen in het feminisme, maar lesbische onderwerpen konden daar meest niet aan de orde komen en lesbo's werden er soms ronduit als een bedreiging gezien. Hoewel feministische organisaties op dit punt hun leven wel beterden, splitste zich begin jaren zeventig het radicale lesbisch feminisme af. Deze emancipatiebeweging en maatschappijkritische ideologie moedigt vrouwen aan om zich in hun aandacht, activiteiten en relaties vooral op andere vrouwen te richten. Het vermijden van de invloed van mannen ligt in het verlengde daarvan en die gedachte radicaliseerde in een streven naar een geheel los van de 'mannenmaatschappij' georganiseerde beweging. Dat lesbisch separatisme werd de belangrijkste strategie en een hoofdkenmerk van het lesbisch feminisme.

### Jill Johnston
De term 'Lesbian Nation' werd geïntroduceerd door de radicaal-feministische schrijfster Jill Johnston. In een serie essays in de New Yorkse krant The Village Voice schreef ze op 14 oktober 1971: "I took a lesbian nation friend to dinner who only likes lesbians". In haar stukken maakte Johnson zich sterk voor een eigen feministische beweging voor lesbo's, en voor separatisme. In 1973 werden de essays gebundeld en uitgegeven onder de titel Lesbian Nation: The Feminist Solution. Het veel gelezen boek gaf het lesbisch feminisme en vooral het separatisme een strijdkreet en een politieke leuze, maar een blauwdruk voor een 'lesbisch land' waren ze allerminst. Het is echter niet geheel duidelijk of dat de bedoeling van de auteur was en de uitgever koos de titel van het boek. Toch schrijft ze op pagina 258 van het boek:

to buy up a lot of space and establish a chain of lesbos on the mainland and invite the lesbian population and ... just forget about the men(een boel land aankopen en een keten van lesbos vestigen op het vasteland en de lesbische bevolking uitnodigen en ... de mannen gewoon vergeten)

#### Geen staat
Een eigen, geografische bepaalde staat is nooit het streven geweest: de Lesbian Nation was aanvankelijk vooral denkbeeldig en een metafoor. Het lesbisch feminisme was wars van allerlei als mannelijk beschouwde ideologie - nationaliteit en nationalisme daarbij inbegrepen. De stroming was bovendien tegen de 'mannen-uitvindingen' hiërarchie, structuur en strakke organisatie en daarom vooral gebaseerd op losse zelforganisatie in kleinschalige verbanden. Geen gemeenschap of cluster daarvan is ook maar in de buurt gekomen van de economische basis of organisatiegraad die nodig is voor het stichten van een staat(je). Zelfbestuur werd gezien als een web van kleine gemeenschappen. Door de afzondering van de 'mannenmaatschappij' deed de beweging afstand van het streven naar politieke hervormingen, hetgeen andere emancipatiebewegingen nog wel beoogden.
Het lesbisch separatisme was vooral een maatschappelijke beweging van lokale en regionale gemeenschappen. Onder het aanroepen van het 'lesbisch land' hadden die groepen een grote zelfstandigheid bij het organiseren en invullen daarvan. Door het ontplooien van feministische projecten en activisme konden lokale gemeenschappen hun ideeën en vaardigheden zeer specifiek inzetten en toch onderdeel uitmaken van het grotere geheel. Ook op de terreinen ideologie, fictie en andere publicaties hadden betrokkenen een grote vrijheid om een en ander zelf in te vullen, mits ze zich maar bekeerden tot het lesbisch feminisme.
Overeenstemming over de basisprincipes leek voor de hand te liggen, omdat alle betrokkenen een seksuele geaardheid deelden, met alle negatieve gevolgen die de maatschappij daar in het verleden aan had verbonden.

### De instituties van het lesbisch separatisme
Vroege separatisten in de VS omarmden de gedachte van Lesbian Nation en zagen het als een metafoor voor eenheid en solidariteit onder alle lesbische vrouwen, maar niet als blauwdruk voor een lesbomaatschappij. Zij wijdden zich aan het stichten van talloze gemeenschappen, lesbische communes en vrouweninstellingen, onderling verbonden door ideologie, een vrouwencultuur, periodieken en de netwerken van activisten. In de loop van de jaren zeventig werd separatie meer een doel dan een middel, met name in steden. De visie was groots: een volledig zelfvoorzienende gemeenschap, geheel los van de mannenmaatschappij. Het gaf betrokkenen het gevoel ergens bij te horen, waar dat in hun samenleving sterk ontbroken had, een heroïsche fantasie van onafhankelijkheid en het idee een betere wereld voor vrouwen te scheppen. In deze context werd het 'lesbisch land' minder denkbeeldig of een metafoor, en meer een doel dat binnen bereik leek te zijn.

### Scheuren in de eenheid
In de loop van de jaren zeventig bleek dat de aanhang van het lesbisch feminisme onderling sterker verdeeld was dan gedacht en men slaagde er steeds minder in om die verschillen te overbruggen. De beweging ging zich in toenemende mate bezighouden met de grenzen van de gemeenschap en raakte daardoor verder verdeeld. Er werd fel gediscussieerd over wel of niet samenwerken met homomannen en heterofeministen, biseksuele vrouwen werden als verraadsters gezien en transvrouwen niet als vrouwen. Daarnaast was het inmiddels gebruikelijk om vooral de zusters in harde bewoordingen de feministische maat te nemen. Gemeenschappen van intimiteit en veiligheid werden die van ruzie en uitsluiting.
Ook van buiten de beweging kwam kritiek, met name van lesbische vrouwen van etnische minderheden, die zich niet herkenden in de ideologie. Het werd gaandeweg duidelijk dat de principes en het handelen vooral die van de blanke, hoger opgeleide vrouwen van de Amerikaanse middenklasse waren. Men trachtte de beweging te verbreden, maar dat lukte nauwelijks. Een en ander was de bijl aan de wortels van de onderliggende ideologieën, die vaak alle vrouwen als één onderdrukte groep zagen. Ook de wereldwijde gemeenschap van lesbische vrouwen viel hiermee in duigen en halverwege de jaren tachtig kon van een Lesbian Nation geen sprake meer zijn.

## Historiografie: de vrouweninstellingen als Lesbian Nation
'Lesbian Nation' vormde voor lesbisch-separatisten een concept, een strijdkreet, een gevleugelde uitdrukking en een discours: een manier om hun werkelijkheid betekenis te geven. Aanhangers stichtten talloze communes en gemeenschappen, vrouwenklinieken en telefonische hulplijnen, boekwinkels en uitgeverijen, festivals en conferenties en een bloeiende 'vrouwencultuur'. Aangezien de Lesbian Nation een gemeenschap van alle lesbische en feministische vrouwen meende te zijn, ligt het voor de hand die instituties samen als het 'lesbisch land' te zien en een deel van de literatuur doet dat ook. Een ander deel van de voor dit artikel geraadpleegde bronnen deelt die mening echter niet, zodat van consensus op dit terrein geen sprake kan zijn. Onderstaand literatuuroverzicht is vooral samengesteld rond deze kwestie.

### Lesbian Nation als iets in de toekomst
In het artikel "Lesbian Separatist Communities and the Experience of Nature" (2002) bespreekt de Canadese schrijfster en wetenschapper Catriona Sandilands diverse aspecten van het lesbisch separatisme, vrijwel zonder Lesbian Nation te noemen. Op één plek stelt ze dat het separatisme voor lesbische vrouwen een manier was om te beginnen met het opbouwen van een cultuur die voor een omwenteling moest gaan zorgen en dat die cultuur Lesbian Nation was.
De Amerikaanse lhbt-historicus Lillian Faderman schreef het standaardwerk Odd Girls and Twilight Lovers(1991), over de Amerikaanse lesbogeschiedenis van de twintigste eeuw. In een hoofdstuk dat de titel "Lesbian Nation" draagt, beschrijft ze het lesbisch feminisme en -separatisme van de jaren zeventig en tachtig. Daarin stelt ze dat talloze separatistische gemeenschappen werden gevormd, die uiteindelijk samengesmeed zouden worden tot een utopistische Lesbian Nation. Het 'lesbisch land' zou echter geen geografische entiteit zijn, maar meer een gemoedstoestand. Later in dat hoofdstuk schrijft Faderman dat veel instituties werden opgericht, in afwachting van het millennium waarin een echte Lesbian Nation zou worden geboren. In een interview uit 2020 noemt Faderman Lesbian Nation een droom van het lesbisch feminisme.

### De 'vrouwencultuur' als Lesbian Nation
De Britse feministische wetenschapper Sally Munt publiceerde in 1998 het artikel "Sisters in exile: The lesbian nation". Daarin verkent ze een aantal aspecten van naties en nationalisme, om te concluderen dat de Lesbian Nation daar totaal niet in te passen is. Het was een discours en een metafoor en geen streven naar een eigen staat. Het was daarmee een denkbeeldige ruimte buiten de maatschappij, waarin betrokkenen zich van de mannen afwendden. Tegelijk is Munt van mening dat het 'lesbisch land' en het separatisme dermate verwant zijn dat bijvoorbeeld de communes en de culturele instituties incarnaties van de Lesbian Nation waren. 
De online lhbt-encyclopedie GLBTQ, die heeft bestaan van 2003 tot 2015, telde op het hoogtepunt ruim 200 artikelen. De Canadese historicus Elise Chenier tekende voor het artikel Lesbian feminism, waarin ze de culturele instituties van de separatisten gelijkstelt met Lesbian Nation. Daaronder vallen volgens haar onder meer de uitgeverijen, vrouwenboekwinkels, platenmaatschappij Olivia Records, en festivals als het Michigan Womyn's Music Festival. De bloeiende 'vrouwencultuur' van muziek, lesbische fictie, mode en taalgebruik steunde op deze instituties.
De socioloog en antropoloog Keridwen Luis schrijft in haar boek over de communes, getiteld Herlands, dat vrouwen zich burger van het lesbisch land konden wanen door in gemeenschappen te wonen en aan festivals deel te nemen, maar bijvoorbeeld ook door het lezen van de 'vrouwenboeken' en het dragen van bepaalde kleding.
Voor GLBTQ schreef Tina Giannoulis het lemma Lesbian Nation en ook zij meent dat de cultuursector het 'lesbisch land' was.

### Lesbian Nation als de hele lesbisch-feministische beweging
De lhbt-historicus Chelsea del Rio publiceerde in 2016 haar dissertatie That Women Could Matter, over de lesbische organisaties van San Francisco tussen 1955 en 1980. Del Rio vindt dat alle door lesbisch-separatisten gestichte vrouweninstellingen samen de Lesbian Nation vormden. Dat betreft dan niet alleen de cultuursector, maar ook de instituties die ook op andere dan lesbische vrouwen waren gericht, zoals blijf-van-mijn-lijfhuizen, zelfverdedigingscursussen en vrouwenklinieken. Dit 'project-activisme' werd volgens Del Rio ondernomen om hun wereld naar hun politieke ideeën te vormen, maar ook omdat men op ideologisch vlak geen eenheid kon bereiken.
De Amerikaanse socioloog Arlene Stein beschouwt Lesbian Nation vooral als metafoor voor een vorm van politieke eenheid onder alle lesbische vrouwen. In haar Sex and Sensibility. Stories of a lesbian generation uit 1997 beschrijft ze Lesbian Nation als virtueel toevluchtsoord buiten de 'harteloze mannenmaatschappij' en in die zin synoniem met de hele lesbisch-feministische beweging en haar instituties. Nadat de separatistische beweging zich had verbreed en verdiept zou de Lesbian Nation volgens Stein meer werkelijkheid worden dan metafoor en opnieuw doelt ze daarmee op de gehele stroming.
De literatuurcriticus Bonnie Zimmerman publiceerde in 1990 het boek The Safe Sea of Women waarin ze een overzicht geeft van de lesbische fictie van de jaren zeventig en tachtig. Zimmerman ziet Lesbian Nation in eerste aanleg als een gedroomd warm lesbonest waar men een levensstijl, ethiek en cultuur deelt. In die zin ziet ook Zimmerman het als een metafoor voor de gehele virtuele vrijstaat van separatistische gemeenschappen en hun cultuur. In een interview uit 1994 bespreekt ze nogmaals de reikwijdte en kracht van de metafoor en hoe die laatste in de theorie beter werkte dan in de praktijk. Ze definieert Lesbian Nation er als het geheel van de communes, woongemeenschappen en stedelijke (actie)collectieven van het lesbisch feminisme.

### Separatisme zonder Lesbian Nation
Tenslotte behandelt een deel van de voor dit artikel geraadpleegde literatuur het lesbisch separatisme (vrijwel) zonder de 'lesbian nation' te vermelden. In het boek Separatism and Women's Community (1995) van de wetenschapper Dana Shugar behandelt ze achtergrond, ontstaan, ideeën en ideologie van het lesbisch separatisme. Daarbij put ze veel uit andere publicaties, met name de grassroots-bladen van het lesbisch- en radicaal feminisme en de collectieven die ze vorm en inhoud gaven. De Lesbian Nation komt in het boek maar één keer voor, in een citaat.
De Amerikaanse hoogleraren politicologie Michael J. Lee en R. Jarrod Atchison publiceerden in 2022 het boek We Are Not One People, over de verschillende afscheidings- en onafhankelijkheidsbewegingen die de Amerikaanse politiek heeft gekend. Ze wijden een hoofdstuk aan het lesbisch separatisme, vrijwel zonder Lesbian Nation te noemen. Wel concluderen ze dat de beweging wars was van naties, nationalisme en nationaliteit en dat van een geografisch territorium geen sprake is geweest. De separatisten waren zeer anarchistisch ingesteld en elke lokale gemeenschap kon zelf invulling geven aan ideologie en praktijk.
In het artikel "Radical Feminism, Lesbian Separatism, and Queer Theory" (2001) beschrijft de Amerikaanse hoogleraar vrouwenstudies Kathy Rudy haar lesbische leven in Durham in de Amerikaanse staat North Carolina vanaf 1980. Ze schetst hoe veelomvattend een fanatiek separatistisch leven kan zijn, maar ook hoe beknellend ze het leven in een beperkte lesbische kring heeft ervaren. Rudy verhaalt daarom van enkele hoogte- en dieptepunten van het lesbisch separatisme inclusief de filosofie erachter, maar Lesbian Nation noemt ze nergens.